# Eleições do Sport Lisboa e Benfica de 2020
A Assembleia Eleitoral de 2020 do Sport Lisboa e Benfica ocorreu em 25 locais de voto espalhados por Portugal Continental e eletronicamente para residentes nas ilhas e estrangeiro. Estas eleições serviram para determinar quem seriam os Órgãos Sociais do clube para o mandato de 2020-2024.
Nestas eleições foi batido o recorde de votantes em eleições do Benfica. Votaram neste dia 38.102 sócios, ultrapassando largamente o recorde de votantes que datava de 2012 (22.676).
Segundo os resultados anunciados pela Mesa da Assembleia Geral do clube, Luís Filipe Vieira foi reeleito como Presidente do Sport Lisboa e Benfica, tendo a sua lista vencido com 62,59% dos votos.

## Enquadramento
Estando o mundo a passar pela pandemia de COVID-19, mesmo antes de ser iniciada a campanha e apresentadas as candidaturas, estas eleições foram também marcadas pela mesma, havendo a necessidade de descentralizar a votação em 25 locais de voto de forma a evitar ajuntamentos. Houve diversas ações de campanha canceladas, passando os meios digitais a ser muito utilizados. Devido à pandemia houve mesmo sócios impedidos de votar.
Desde fevereiro de 2020, o clube viu-se afundado numa série de maus resultados que levaram à perda do campeonato português e da Taça de Portugal para o Futebol Clube do Porto. Devido a isto, a contestação à equipa e à Direção começou a crescer, levando a diversas manifestações dos adeptos.
Um dos principais sinais de descontentamento com a Direção mostrou-se a 26 de junho de 2020, quando os sócios chumbaram o Orçamento proposto por esta em Assembleia Geral.
O descontentamento mostrado ao longo dos meses pelos adeptos levou Luís Filipe Vieira a contratar Jorge Jesus e a investir quase 100 milhões de euros em contratações de jogadores.

## Listas concorrentes

#### Candidaturas formalizadas
| Lista | Logo | Lema                                         | Candidato a Presidente da Direção | Candidato a Presidente da Mesa da Assembleia Geral | Candidato a Presidente do Conselho Fiscal | Formalização          | Ref.          |
| ----- | ---- | -------------------------------------------- | --------------------------------- | -------------------------------------------------- | ----------------------------------------- | --------------------- | ------------- |
| A     |      | Uma História Com Futuro                      | Luís Filipe Vieira                | Rui Pereira                                        | Fernando Santos                           | 14 de outubro de 2020 | [ 19 ] [ 20 ] |
| B     |      | A Glória É Agora / Um Benfica Que Voa + Alto | João Noronha Lopes                | Francisco Benitez                                  | José Theotónio                            | 16 de outubro de 2020 | [ 19 ] [ 21 ] |
| C     |      | Todos P'lo Benfica                           | Luís Miguel David                 | José Barão das Neves                               | Pedro Martins                             | 20 de outubro de 2020 | [ 25 ] [ 26 ] |
| D     |      | O Benfica é Nosso!                           | Rui Gomes da Silva                | António Lourenço                                   | João Antunes                              | 20 de outubro de 2020 | [ 19 ] [ 27 ] |

#### Candidaturas não formalizadas
| Lema             | Logo | Candidato a Presidente da Direção | Candidato a Presidente da Mesa da Assembleia Geral | Candidato a Presidente do Conselho Fiscal | Data de desistência   | Notas                                                | Ref.                 |
| ---------------- | ---- | --------------------------------- | -------------------------------------------------- | ----------------------------------------- | --------------------- | ---------------------------------------------------- | -------------------- |
| Servir o Benfica |      | Francisco Benitez                 | João Pinheiro                                      | Nuno Leite                                | 13 de outubro de 2020 | Candidatura retirada de forma a apoiar Noronha Lopes | [ 28 ] [ 29 ] [ 30 ] |

## Sondagens
A tabela abaixo lista a evolução das intenções de voto nas diferentes listas. 
| Instituto   | Data de Realização | Amostra | Margem de erro |                            |                            |                                                  |                            |                   | Outros / Não sabe | Ref.   |
| Instituto   | Data de Realização | Amostra | Margem de erro | Luís Filipe Vieira Lista A | João Noronha Lopes Lista B | Bruno Costa Carvalho / Luís Miguel David Lista C | Rui Gomes da Silva Lista D | Francisco Benitez | Outros / Não sabe | Ref.   |
| ----------- | ------------------ | ------- | -------------- | -------------------------- | -------------------------- | ------------------------------------------------ | -------------------------- | ----------------- | ----------------- | ------ |
| Intercampus | 6 - 11 ago 2020    | 601     | ± 4,00%        | 38,9%                      | 10,6%                      | 4,5%                                             | 7,3%                       | 2,7%              | 35,9%             | [ 31 ] |
| Aximage     | 12 - 15 set 2020   | 603     | 4,00%          | 81,2%                      | 2,7%                       |                                                  | 3,3%                       |                   | 12,8%             | [ 32 ] |
| Intercampus | 6 - 11 out 2020    | 601     | ± 4,00%        | 53,4%                      | 4,8%                       | 2,3%                                             | 2,0%                       | 0,8%              | 36,8%             | [ 33 ] |

## Debates
Não existiram quaisquer debates entre os candidatos neste ato eleitoral. Isto deveu-se ao facto do Presidente em funções, o candidato da Lista A, Luís Filipe Vieira, se recusar a debater com os seus oponentes, apesar de desafiado por estes para o efeito. A televisão do clube, a BTV, também não promoveu qualquer debate entre os candidatos.

## Dia da votação
Originalmente marcada para dia 30 de outubro de 2020, a data da eleição foi antecipada para 28 de outubro devido às restrições de livre circulação de cidadãos entre concelhos, anunciadas pelo Conselho de Ministros.
Devido à grande afluência e às regras estipuladas pela Direção-Geral da Saúde (resultantes da pandemia de COVID-19), chegaram a haver filas superiores a 4 horas. Tendo as urnas encerrado às 22h00, devido às filas existentes a votação só terminou perto das 02h00.

## Polémicas
Estas eleições foram marcadas por diversas polémicas. Uma das principais foi o recurso ao voto eletrónico por um sistema não auditado por entidades externas. Houve mesmo relatos de que o sistema permitiu a não sócios aceder aos boletins.
A Comissão de Honra de Luís Filipe Vieira viu-se envolvida em polémica devido à presença de diversos políticos em funções, tais como o Primeiro-Ministro de Portugal, António Costa, e o Presidente da Câmara Municipal de Lisboa, Fernando Medina. Após a polémica, Luís FIlipe Vieira retirou todos os nomes de políticos no ativo da Comissão. Houve ainda personalidades incluídas na Comissão que negaram ter dado o seu consentimento para tal.
Também polémica foi a não disponibilização de cadernos eleitorais às listas concorrentes. Esta não disponibilização foi justificada pela Mesa da Assembleia Geral pelo facto de existir a possibilidade de qualquer sócio regularizar as quotas no dia da eleição.
O facto de os boletins físicos não terem sido contados também causou polémica entre os votantes. Uma vez que o sistema de voto eletrónico gerou desconfiança entre alguns votantes, estes consideravam a contagem dos boletins em papel essencial. Todavia, a poucas horas do fecho das urnas, o Presidente da Assembleia Geral em funções, Virgílio Duque Vieira, recusou a contagem destes boletins, criando ainda mais suspeita entre os associados do clube.
A esta negação da contagem de votos, acresceu a forma como as urnas foram levadas dos locais de voto, havendo relatos de urnas seladas com fita adesiva e transportadas em carros descaracterizados, para local desconhecido.
Após o dia da votação, houve vários pedidos de contagem dos votos físicos. Porém, todos foram negados.

## Resultados
| Lista              | Lista                        | Resultado 28 de outubro de 2020 | Resultado 28 de outubro de 2020 |
| Lista              | Lista                        | Sócios                          | Votos                           |
| ------------------ | ---------------------------- | ------------------------------- | ------------------------------- |
|                    | Lista A (Luís Filipe Vieira) | 22.787 (59,8%)                  | 471.660 (62,59%)                |
|                    | Lista B (João Noronha Lopes) | 14.337 (37,6%)                  | 261.574 (34,71%)                |
|                    | Lista D (Rui Gomes da Silva) | 603 (1,5%)                      | 12.341 (1,64%)                  |
| → Votos em branco  | → Votos em branco            | 375 (1,1%)                      | 8.003 (1,06%)                   |
| → Votos nulos      | → Votos nulos                | 3                               |                                 |
| Total de votos     | Total de votos               | 38.102                          | 753.578                         |
| Abstenções         | Abstenções                   | Abstenções                      | Não revelado                    |
| Total de inscritos | Total de inscritos           | Total de inscritos              | Não revelado                    |

### Votação por local de voto
| Votação Presencial             |              |
| Norte                          |              |
| Local                          | Nº de Sócios |
| Braga                          | 960          |
| Bragança                       | 157          |
| Paredes                        | 745          |
| Porto                          | 926          |
| Viana do Castelo               | 418          |
| Vila Nova de Famalicão         | 716          |
| Vila Nova de Gaia              | 798          |
| Vila Real                      | 397          |
| Total                          | 5.117        |
| Centro                         |              |
| Local                          | Nº de Sócios |
| Castelo Branco                 | 560          |
| Coimbra                        | 1.018        |
| Guarda                         | 303          |
| Leiria                         | 1.107        |
| Oliveira de Azeméis            | 787          |
| Viseu                          | 707          |
| Total                          | 4.482        |
| Lisboa e Vale do Tejo          |              |
| Local                          | Nº de Sócios |
| Estádio da Luz (Pavilhão nº 2) | 13.922       |
| Algueirão - Mem Martins        | 1.791        |
| Montijo                        | 1.558        |
| Santarém                       | 1.187        |
| Seixal                         | 1.469        |
| Total                          | 19.927       |
| Alentejo                       |              |
| Local                          | Nº de Sócios |
| Beja                           | 373          |
| Évora                          | 730          |
| Grândola                       | 470          |
| Portalegre                     | 313          |
| Total                          | 1.886        |
| Algarve                        |              |
| Local                          | Nº de Sócios |
| Albufeira                      | 644          |
| Faro                           | 756          |
| Total                          | 1.400        |
| Votação Online                 |              |
| Ilhas                          |              |
| Local                          | Nº de Sócios |
| Açores                         | 694          |
| Madeira                        | 417          |
| Total                          | 1.111        |
| Resto do Mundo                 |              |
| Local                          | Nº de Sócios |
| África                         | 171          |
| América do Norte               | 281          |
| América do Sul                 | 43           |
| Ásia                           | 89           |
| Europa                         | 3.708        |
| Oceânia                        | 30           |
| Total                          | 4.322        |
| TOTAL                          | 38.245       |

### Votação por faixa etária
| Faixa Etária    | Nº de Sócios |
| --------------- | ------------ |
| 18 - 24 anos    | 4.019        |
| 25 - 34 anos    | 7.011        |
| 35 - 44 anos    | 8.659        |
| 45 - 54 anos    | 6.193        |
| 55 - 64 anos    | 5.401        |
| 65 ou mais anos | 6.690        |
| Total           | 37.973       |

### Votação por categoria de sócio
| Categoria                    | Nº de Sócios |
| ---------------------------- | ------------ |
| Casas / Filiais / Delegações | 130          |
| Correspondente               | 18.504       |
| De Mérito                    | 7            |
| Efetivo                      | 18.172       |
| Maior                        | 1.072        |
| Vitalício                    | 217          |
| Total                        | 38.102       |

### Votação por género
| Género    | Nº de Sócios |
| --------- | ------------ |
| Masculino | 33.585       |
| Feminino  | 4.517        |
| Total     | 38.102       |

## Repercussões
Tendo em conta os acontecimentos do dia da eleição, em dezembro de 2020, o Movimento Servir o Benfica lançou um requerimento com vista à recolha de assinaturas necessárias para a realização de uma Assembleia Geral Extraordinária com objetivo de auditar o ato eleitoral e aprovar um regulamento eleitoral de forma a evitar polémicas semelhantes às do ato eleitoral de 2020.
A 6 de abril de 2021, após a recolha de assinaturas correspondentes a mais de 10.000 votos de associados, o requerimento foi entregue ao clube, pedindo que a Assembleia Geral Extraordinária seja marcada a um fim de semana, após o término da época desportiva.
A 10 de junho de 2021, um sócio do Sport Lisboa e Benfica, Jorge Mattamouros, interpôs, uma ação cível contra Luís Filipe Vieira por violação dos estatutos do clube. Alegou ainda, que o ato eleitoral de 2020 decorreu repleto de irregularidades, existindo fraude no voto eletrónico, defendendo assim que estas eleições devem ser anuladas.
A 11 de junho de 2021, o Movimento Servir o Benfica comunica que a Assembleia Geral Extraordinária será marcada para o dia 3 de julho, nas condições anteriormente requeridas. 